# 渡邊守章
渡邊 守章（わたなべ もりあき、1933年3月20日 - 2021年4月11日）は、日本の演出家、フランス文学研究者。東京大学名誉教授、放送大学名誉教授。

## 経歴
1933年、東京生まれ。都立日比谷高校を卒業し、東京大学教養学部教養学科フランス分科で学ぶ。同大学大学院仏文科を修了（文学博士）。
1971年、東京大学教養学部助教授に採用された。1978年に教授昇進。1988年には教養学部内に教養学科表象文化論専攻研究室を創設し、初代主任を務めた。1993年に東京大学を定年退官し、名誉教授となった。その後は放送大学教養学部教授として教鞭をとり、副学長もつとめた。2007年に放送大学を退任し、名誉教授となった。客員としては、2008年より京都造形芸術大学特任教授。2014年3月末までは同大学舞台芸術研究センター長も務めた。
2021年4月11日、胸部大動脈瘤破裂のため東京都内の病院で死去。88歳没。

## 受賞・栄典
- 2006年：日本翻訳文化賞および毎日出版文化賞を受賞。クローデルの韻文による戯曲『繻子の靴』の翻訳に対して。
- 2007年：読売文学賞を受賞。ロラン・バルト『ラシーヌ論』の翻訳に対して。
- 2019年1月：フランスのレジオン・ドヌール勲章シュヴァリエを受章[3]。
- 2019年：文化庁長官表彰[4]。

## 研究内容・業績

### 研究者として
- クローデル、ラシーヌなどのフランス演劇を専門とする。同時に、能楽など日本演劇にも造詣が深い。
- フランスの哲学者ミシェル・フーコーの日本への紹介にも大きく寄与した。

### 日本演劇界との協働
- 1970年には観世寿夫らと「冥の会」を結成し、演劇活動を行った。
- 1979年からは演劇集団 円の演出家としても活動。ラシーヌの『フェードル』を能様式で演出し、フランスでも上演した。ほかに『能ジャンクション・葵上』のような実験的な能や、クローデル、コクトーのほか、多くの近代演劇の演出を手掛けており、1996年から演劇製作「空中庭園」を活動の拠点として演出活動を行った。野村萬斎を武司時代（十代期）からいち早く起用し、また渡辺謙も守章演出で初舞台を踏んでいる。演劇企画『空中庭園』を主宰した。

## 主な演出作品
- 1972年　冥の会『アガメムノーン』（作＝アイスキュロス）
- 1975年　冥の会『メーデーア』（作＝セネカ）
- 1980年　演劇集団 円『悲劇ブリタニキュス』（作＝ラシーヌ / 出演＝藤田宗久, 橋爪功, 後藤加代）
演劇企画「会」『女中たち』（作＝ジャン・ジュネ）
- 1981年　演劇集団 円『バジャゼ 後宮悲劇』（作＝ラシーヌ / 出演＝渡辺謙, 後藤加代）
- 1983年　演劇集団 円『アンドロマック』（作＝ラシーヌ / 出演＝後藤加代）
演劇企画「会」『バルコン』（作＝ジュネ / 出演＝仲谷昇、後藤加代）
- 1984年　演劇集団 円『女王ベレニス』（作＝ラシーヌ / 出演＝後藤加代）
- 1986年　演劇集団 円『悲劇フェードル』（作＝ラシーヌ / 出演＝後藤加代, 松本留美, 井上倫宏）
- 1987年　パルコ・能ジャンクション『葵上』（出演＝後藤加代, 野村武司）　
演劇集団 円・俳優座劇場『地獄の機械』（作＝コクトー / 出演＝後藤加代, 有川博, 金田明夫）
- 1988年　パルコ・能ジャンクション『當麻』（出演＝野村武司）
パルコ・演劇集団 円『真昼に分かつ』（作＝クローデル / 出演＝後藤加代, 有川博, 勝部演之）
- 1989年　演劇集団 円・シアターサンモール『天守物語』（作＝泉鏡花 / 出演＝後藤加代）
- 1990年　東京グローブ座『ハムレット』（作＝シェイクスピア / 出演＝野村武司, 後藤加代）
銀座セゾン劇場『かもめ』（作＝チェーホフ）
- 1992年　演劇集団 円『愛の勝利』（作＝マリヴォー / 出演＝平栗あつみ）
- 1993年　銀座セゾン劇場『ロレンザッチョ』（作＝ミュッセ / 出演＝堤真一, 佐藤オリエ）
シアターΧ『四重奏』（作＝ハイナー・ミュラー＜ラクロ『危険な関係』より＞ / 渡辺自ら女形として出演）
- 1994年　シアターΧ『アガタ』（作＝マルグリット・デュラス / 出演＝范文雀）
- 1995年　武生市『源氏物語』（構成＝渡邊守章 / 作曲＝松平頼則）　
巡演『サド侯爵夫人』（作＝三島由紀夫 / 出演＝峰さを理, 剣幸）
シアターΧ『女中たち』（作＝ジュネ / 出演＝本木雅弘, 大浦みずき）
- 1997年　空中庭園・六行会ホール『声』（作＝コクトー / 出演＝剣幸）
- 1998年　空中庭園『天守物語』（作＝泉鏡花 / 出演＝後藤加代、平栗あつみ）
青山円形劇場『AGATHA』（作＝マルグリット・デュラス / 出演＝高橋由美子）
- 1999年　空中庭園・青山円形劇場『悲劇フェードル』（作＝ラシーヌ / 出演＝後藤加代, 平栗あつみ
- 2001年　演劇集団 円『シラノ・ド・ベルジュラック』（作＝エドモン・ロスタン / 出演＝橋爪功, 仲谷昇）
空中庭園・シアタートラム『バルコン』（作＝ジュネ / 出演＝篠井英介）
- 2004年　空中庭園・世田谷パブリックシアター『内壕十二景』（作＝渡邊守章 / 出演＝観世栄夫, 野村萬斎）
- 2016年  『繻子の靴 - 四日間のスペイン芝居 -』（2016年12月、京都芸術劇場 春秋座 / 作：ポール・クローデル／出演：剣幸, 吉見一豊 ほか） 翻訳・構成・演出[5]

## 著作

### 単著
- 『ポール・クローデル 劇的想像力の世界』（中央公論社） 1975 - 博士論文
- 『虚構の身体 演劇における神話と反神話』（中央公論社） 1978
- 『芝居鉛筆書き』（冬樹社） 1983
- 『劇場の思考』（岩波書店） 1984
- 『パリ感覚 都市を読む』（岩波書店、旅とトポスの精神史） 1985／新編（岩波現代文庫）2006
- 『フーコーの声 思考の風景』（哲学書房） 1987
- 『踊ること・劇 舞台のある風景』（新書館） 1987
- 『演劇的欲望について こえ・ことば・すがた』（筑摩書房） 1987
- 『演劇とは何か』（講談社学術文庫） 1990 - 文庫オリジナル
- 『舞台芸術論 放送大学教材』（放送大学教育振興会） 1996
  - 新編『舞台芸術入門』（角川ソフィア文庫）2025。解説平田オリザ
- 『快楽と欲望 舞台の幻想について』（新書館） 2009
- 『越境する伝統 渡邊守章評論集』（ダイヤモンド社） 2009

### 対談・編著
- 『哲学の舞台』（ミシェル・フーコー、朝日出版社、エピステーメー叢書)　1978、増補改訂版 2007
- 『空間の神話学 対談集』（朝日出版社、エピステーメー選書)  1978
- 『仮面と身体 対談集』（朝日出版社、エピステーメー選書） 1978
- 『時間の部屋 対談集』（朝日出版社、エピステーメー叢書） 1980
- 『幽玄 - 観世寿夫の世界』（リブロポート） 1980
- 『劇場の余白に 対談集』（青土社） 1985
- 『演戯する都市』如月小春と対談（平凡社） 1986
- 『「フェードル」の軌跡』（新書館） 1988

### 共編著
- 『フランス』（山口昌男・蓮實重彦共著、岩波書店） 1983
- 『マラルメ全集』Ⅰ-Ⅴ（ステファヌ・マラルメ、編集委員、筑摩書房） 1989 - 2010
- 『ミシェル・フーコーの世紀』（蓮實重彦共編、筑摩書房） 1993
- 『演劇を読む 放送大学教材』（渡辺保・浅田彰共著、放送大学教育振興会） 1997
- 『フランスの文学 17世紀から現代まで 放送大学教材』（塩川徹也共編、放送大学教育振興会） 1998、日本放送出版協会 2003
- 『ミシェル・フーコー思考集成』全10巻（蓮實重彦と監修、筑摩書房） 1998 - 2002
- 『舞台芸術の現在』（日本放送出版協会） 2000
- 『表象文化研究 文化と芸術表象』（放送大学教育振興会） 2002
- 『フランス文学』（柏倉康夫・石井洋二郎共編著、放送大学教育振興会） 2003

## 主な翻訳
- 「アンドロマック」（ジャン・ラシーヌ、人文書院、『ラシーヌ戯曲全集1』） 1965
- 「倒れる者すべて」「燠火」（サミュエル・ベケット、筑摩書房、世界文学大系95『現代劇集』） 1965
- 「ブリタニキュス」「ミトリダート」（ラシーヌ、筑摩書房、世界古典文学全集48『ラシーヌ 全戯曲』） 1965
- 「エスキュリアル」（ミッシェル・ド・ゲルドロード、白水社、『今日のフランス演劇1』） 1966
- 「悪は走る」（ジャック・オーディベルティ、加藤晴久共訳 、白水社、『今日のフランス演劇2』） 1966
- 「黄金の頭」（ポール・クローデル、白水社、『今日のフランス演劇4』） 1967
- 「バルコニー」「屏風」（ジャン・ジュネ、新潮社、『ジャン・ジュネ全集4』） 1968
- 「カリギュラ」（カミュ、新潮社『新潮世界文学49 カミュ』） 1969、他に『カリギュラほか』（新潮文庫） 1971、『カミュ全集3』1972
- 「オルメドの騎士」（新潮社、『カミュ全集9』） 1973
- 「女中たち」（ジャン・ジュネ、筑摩書房、筑摩世界文学大系85『現代劇集』） 1974
- 「メーデーア」（セネカ、集英社、『世界文学全集1』） 1974
- 「流謫の詩、詩神讃歌 他」（ポール・クローデル、山口昌男共訳、筑摩書房、筑摩世界文学大系56『クローデル、ヴァレリー』） 1976
- 『仮面の道』（クロード・レヴィ＝ストロース、新潮社） 1977 / ちくま学芸文庫 2018 - 渡辺公三が改訳
- 『ラシーヌ戯曲全集2』（ジャン・ラシーヌ、白水社） 1979 - この巻のみ刊行 
「ブリタニキュス」「ベレニス」「バジャゼ」「ミトリダート」
- 『闇を熔かして訪れる影 オランダ絵画序説』（ポール・クローデル、朝日出版社） 1980
- 『マラルメ論』（サルトル、平井啓之共訳、中央公論社） 1983 / 改訳 ちくま学芸文庫 1999
- 『ベジャールによるベジャール』（コレット・マソン編、新書館） 1984
- 『性の歴史Ⅰ 知への意志』（ミシェル・フーコー、新潮社） 1986
- 『カミーユ・クローデル』（アンヌ・デルベ、文藝春秋） 1989
- 『フェードル / アンドロマック』（ラシーヌ、岩波文庫） 1993
- 『ロレンザッチョ』（ミュッセ、朝日出版社） 1993 / 改訳 光文社古典新訳文庫 2016
- 『舞踊評論』（ゴーチエ, マラルメ, ヴァレリー、共訳、新書館） 1994
- 『女中たち / バルコン』（白水社、ベスト・オブ・ジュネ） 1995 / 改訳（岩波文庫） 2010
- 『繻子の靴』上・下（クローデル、岩波文庫） 2005 - 日本翻訳文化賞・毎日出版文化賞
- 『ラシーヌ論』（ロラン・バルト、みすず書房） 2006 - 読売文学賞 翻訳研究部門
- 『ブリタニキュス / ベレニス』（ラシーヌ、岩波文庫） 2007
- 『シラノ・ド・ベルジュラック』（ロスタン、光文社古典新訳文庫） 2008
- 『アガタ / 声』（デュラス / コクトー、光文社古典新訳文庫） 2010
- 『マラルメ詩集』（訳・注解、岩波文庫）2014